# ローレンツ空間
数学の解析学の分野におけるローレンツ空間（ローレンツくうかん、英: Lorentz space）は、1950年代にジョージ・ローレンツによって導入された概念で、よく知られた {\displaystyle L^{p}} 空間の一般化である。
ローレンツ空間は {\displaystyle L^{p,q}} と表される。{\displaystyle L^{p}} 空間のように、それは函数の「大きさ」に関する情報を表すノルム（正確には準ノルム）によって特徴づけられる。そのような函数の大きさに関する基本的な定性的概念として次の二つがある：その函数のグラフの高さがどの程度か、またそれがどの程度広がっているか、である。ローレンツノルムは、値域 ({\displaystyle p}) と定義域 ({\displaystyle q}) の両方について測度を指数的にリスケールすることで、それら二つのいずれについても {\displaystyle L^{p}} ノルムより強い制御を与える。ローレンツノルムは、しかし {\displaystyle L^{p}} ノルムのように函数の値の任意の再配分の下で不変である。

## 定義
測度空間 {\displaystyle (X,\mu )} 上のローレンツ空間は、次の準ノルムが有限であるような X 上の複素数値可測函数 {\displaystyle f} の空間である：
{\displaystyle \|f\|_{L^{p,q}(X,\mu )}=p^{\frac {1}{q}}\left\|t\mu \{|f|\geq t\}^{\frac {1}{p}}\right\|_{L^{q}\left(\mathbf {R} ^{+},{\frac {dt}{t}}\right)}.}
ここで {\displaystyle 0<p<\infty } および {\displaystyle 0<q\leq \infty } である。したがって、{\displaystyle q<\infty } のとき、
{\displaystyle \|f\|_{L^{p,q}(X,\mu )}=p^{\frac {1}{q}}\left(\int _{0}^{\infty }t^{q}\mu \left\{x:|f(x)|\geq t\right\}^{\frac {q}{p}}\,{\frac {dt}{t}}\right)^{\frac {1}{q}}}
であり、{\displaystyle q=\infty } のときは
{\displaystyle \|f\|_{L^{p,\infty }(X,\mu )}^{p}=\sup _{t>0}\left(t^{p}\mu \left\{x:|f(x)|>t\right\}\right)}
となる。また慣習的に {\displaystyle L^{\infty ,\infty }(X,\mu )=L^{\infty }(X,\mu )} とすることとなっている。

## 減少再配分
ローレンツ空間の準ノルムは、その定義により、函数 {\displaystyle f} の値の再配分（rearranging）の下で不変である。特に、ある測度空間 {\displaystyle (X,\mu )} 上で定義される複素数値可測函数 {\displaystyle f} が与えられたとき、その減少再配分（decreasing rearrangement）函数 {\displaystyle f^{\ast }:[0,\infty )\to [0,\infty ]} は次で定義される：
{\displaystyle f^{\ast }(t)=\inf\{\alpha \in \mathbf {R} ^{+}:d_{f}(\alpha )\leq t\}.}
但し {\displaystyle d_{f}} は、次のような {\displaystyle f} のいわゆる分布函数（distribution function）である：
{\displaystyle d_{f}(\alpha )=\mu (\{x\in X:|f(x)|>\alpha \}).}
ここで記号の都合上、{\displaystyle \inf \varnothing } は {\displaystyle \infty } と定義する。
二つの函数 {\displaystyle |f|} と {\displaystyle f^{\ast }} が同程度可測（equimeasurable）であるとは、次が成り立つことをいう。
{\displaystyle \mu {\bigl (}\{x\in X:|f(x)|>\alpha \}{\bigr )}=\lambda {\bigl (}\{t>0:f^{\ast }(t)>\alpha \}{\bigr )},\quad \alpha >0.}
ここで {\displaystyle \lambda } は実数直線上のルベーグ測度である。関連する対称減少再配分函数は、{\displaystyle f} と同程度可測であり、実数直線上で次のように定義される。
{\displaystyle \mathbf {R} \ni t\mapsto {\tfrac {1}{2}}f^{\ast }(|t|).}
これらの定義の下で、{\displaystyle 0<p<\infty } および {\displaystyle 0<q\leq \infty } に対し、ローレンツ準ノルムは次で与えられる。
{\displaystyle \|f\|_{L^{p,q}}={\begin{cases}\left(\displaystyle \int _{0}^{\infty }\left(t^{\frac {1}{p}}f^{\ast }(t)\right)^{q}\,{\frac {dt}{t}}\right)^{\frac {1}{q}}&q\in (0,\infty ),\\\sup \limits _{t>0}\,t^{\frac {1}{p}}f^{\ast }(t)&q=\infty .\end{cases}}}

## 性質
ローレンツ空間は、カヴァリエリの原理より任意の {\displaystyle p} に対して {\displaystyle L^{p,p}=L^{p}} が成立する意味で、{\displaystyle L^{p}} 空間の真の一般化である。さらに {\displaystyle L^{p,\infty }} は弱 {\displaystyle L^{p}} 空間と一致する。それらは準バナッハ空間（すなわち、完備な準ノルム空間）であり、{\displaystyle 1<p<\infty } および {\displaystyle 1\leq q\leq \infty } に対してノルム付け可能（normable）である。{\displaystyle p=1} のとき、{\displaystyle L^{1,1}=L^{1}} はノルムを備えるが、弱 {\displaystyle L^{1}} 空間である {\displaystyle L^{1,\infty }} の準ノルムと同値なノルムを定義することは不可能である。{\displaystyle L^{1,\infty }} において三角不等式が成立しない具体例として、次を考える。
{\displaystyle f(x)={\tfrac {1}{x}}\chi _{(0,1)}(x)\quad {\text{and}}\quad g(x)={\tfrac {1}{1-x}}\chi _{(0,1)}(x).}
これらの {\displaystyle L^{1,\infty }} 準ノルムの値は 1 であるが、それらの和 {\displaystyle f+g} の準ノルムの値は 4 である。
空間 {\displaystyle L^{p,q}} は、{\displaystyle q<r} ならばいつでも {\displaystyle L^{p,r}} に含まれる。ローレンツ空間は、{\displaystyle L^{1}} と {\displaystyle L^{\infty }} の間の実補間空間である。